# Senato dello Stato di New York
Il Senato di New York è la camera bassa della Legislatura statale di New York. Essa si riunisce, insieme all’Assemblea dello Stato, nel Campidoglio dello Stato di New York. 
È composto da 63 membri, ognuno dei quali eletti per un mandato biennale. I senatori non sono soggetti a un numero di mandati.